# Tropheops macrophthalmus
Tropheops macrophthalmus är en fiskart som först beskrevs av Ahl 1926.  Tropheops macrophthalmus ingår i släktet Tropheops och familjen Cichlidae. IUCN kategoriserar arten globalt som livskraftig. Inga underarter finns listade i Catalogue of Life.